# 按察司
按察司為中國明朝及清朝初年中央政府機構之一，隸屬於都察院。
入關後承繼明制，設為省級地方政府機關，職掌振揚風紀、澄清吏治、點錄及複審各省囚犯、勘驗供辭與訴狀等司法行政。
香港英治時期法官也譯為按察司。首席按察司相當於現在的首席法官。見香港司法機構、香港首席按察司。